# Fürling (Gemeinde Sarleinsbach)
Fürling ist ein Dorf und eine Ortschaft in der Gemeinde Sarleinsbach in Oberösterreich mit 34 Einwohnern (Stand 1. Jänner 2024).
Der Name leitet sich ursprünglich von dem Wort „Vierling“ (hochdeutsch „Vier liegen“) ab, was darauf hindeuten soll, dass der Kern des Dorfes aus nur vier Häusern besteht. Weiters zählen noch drei andere Häuser zum Dorf dazu, darunter die Firma „Getränke Pichler“, das Unternehmen „Ecoforma“. Weiteres Kennzeichen von Fürling sind die traditionelle Landwirtschaft, eine eigene Bushaltestelle und die etwas gehobene Lage in der hügeligen Landschaft des Mühlviertels.